# Leucon siphonatus
Leucon siphonatus är en kräftdjursart som beskrevs av William Thomas Calman 1905. Leucon siphonatus ingår i släktet Leucon och familjen Leuconidae. Inga underarter finns listade i Catalogue of Life.